# レディオ・トライアングル
レディオ・トライアングルはJFN系列で放送される番組。この番組は3人が10分ずつ番組を務めるため、10分ずつの放送が可能となっている。「トライアングル」はDJを務める伴都美子・鈴木亜美・minkの3人の三角と、パーソナリティ・ラジオ・リスナーの三角を表している。

## 放送内容
- 伴都美子・・・あしたのばんこ
- 鈴木亜美・・・あみ♥なり
- mink・・・THE RAINBOW

## ネット局
放送時間の部分の、黒字は30分、緑字は20分、赤字は10分のネットを示す。
JOY FM（日21:00）、FMK（日21:00）、エフエム佐賀（日21:30）、Hi-six（日24:00）、FMY（木20:00）、FM岡山（土12:00）、FMとやま（日20:10）、FM NIIGATA（月20:00）、ふくしまFM（木20:30）、エフエム秋田（土12:45）、エフエム岩手（土11:00）